# 陳義 (成化辛丑進士)
陳義（1450年—？），字克宜，福建福州府福清縣人，軍籍，明朝政治人物。

## 生平
成化十三年（1477年），福建丁酉乡试中舉。成化十七年（1481年），聯捷辛丑科進士，官至户部主事。

## 家族
曾祖陳賢德；祖父陳澄；父陳達，母吳氏。具庆下。